# Stuck with U
«Stuck with U» es una canción escrita e interpretada por la cantautora estadounidense Ariana Grande y el cantautor canadiense Justin Bieber. Fue lanzada el 8 de mayo de 2020 a través de Def Jam Recordings, Republic Records y RBMG Records.
Comercialmente, la canción debutó en la cima del Billboard Hot 100, el día 23 de mayo de 2020, convirtiéndose en el sexto sencillo número uno de Bieber en EE. UU. y el tercer sencillo número uno de Grande en EE. UU. Además, ambos artistas debutan en el número uno en la lista por tercera vez cada uno. La canción también encabezó las listas de éxitos en Canadá y Nueva Zelanda y alcanzó la lista de las diez más populares en Australia, Dinamarca, Irlanda, Lituania, los Países Bajos, Noruega, Escocia, Singapur, Suecia, Suiza y el Reino Unido.

## Antecedentes y causa
El 30 de abril, Bieber twiteó "Special announcement tomorrow at 10 am pst…" traducido sería "Anuncio especial mañana a las 10 am pst…". Después de un tiempo, Grande intervino en el tuit diciendo "see u there everybody"  traducido sería "nos vemos todos " al día siguiente, los artistas acudieron a sus redes sociales para anunciar el lanzamiento de la canción el 8 de mayo de 2020. Se estrenó por primera vez a las 21:00 PST el 7 de mayo de 2020. Todos los ingresos de la canción serán donados a la "First Responders Children's Foundation". El dinero financiará becas a los hijos de los trabajadores de primera línea cuyas vidas se han visto afectadas por la pandemia del COVID-19.

## Composición
Musicalmente, "Stuck with U" es una balada retro pop con influencia de los años 50  que contiene elementos de R&B y música doo-wop. Líricamente, es una canción "romántica" sobre estar agradecido de pasar tiempo con un ser querido.

## Recepción crítica
Anna Gaca de Pitchfork dijo que "Stuck with U"  es "simplemente una canción pop", pero "una gran actualización de ese otro producto de la cultura de bloqueo de los ricos: las celebridades cantando Imagine. En lugar de una mala versión de un canoso clásico, Grande y Bieber ofrecen una nueva canción con un ambiente agradablemente retro doo-wop. En lugar del optimismo de Pollyannaish, suenan una nota de resignación.

## Recepción comercial
"Stuck with U" debutó en el número uno en el Billboard Hot 100, convirtiéndose en el sexto sencillo de Bieber y el tercero número uno de Grande. La canción también es la tercera canción de Bieber y Grande para debutar en el número uno, vinculando a ambos artistas con Mariah Carey y Drake para la mayoría de las canciones que debutaron en el número uno. "Stuck With U" es también el tercer dúo femenino-masculino en más de un año desde " Señorita " de Shawn Mendes y Camila Cabello y " Shallow " de Lady Gaga y Bradley Cooper para encabezar el Hot 100. Grande también se convirtió en la primera artista en tener su primer debut número tres en el primer puesto. La canción también debutó en el número uno en la lista de canciones digitales con 108,000 descargas, siendo la primera canción desde " Me! " De Taylor Swift con Brendon Urie, que se descargó 193,000 veces después del lanzamiento, para descifrar más de 100,000 descargas la primera semana. Si bien la canción es el sexto número uno de Grande en la lista de ventas digitales, se convirtió en el número uno número uno de Bieber superando a Drake como el artista masculino con más números en la lista de ventas digitales, y en general el tercer artista, detrás de Taylor Swift y Rihanna.

## Controversia
El mismo día del lanzamiento de "Stuck With U", el rapero 6ix9ine, que había sido encarcelado pero a principios de mes había sido liberado a su hogar debido a la pandemia de COVID-19, lanzó su sencillo de regreso "Gooba", que debutó en el número uno en la lista de Billboard Streaming Songs, y terminó debutando en el número 3 en el Hot 100 en la semana que terminó el 23 de mayo de 2020. El rapero luego acudió a las redes sociales para acusar a Billboard de "manipulación de la lista" y acusar tanto Grande como Bieber de "comprar" el número uno en la tabla sin ninguna prueba. Según su Instagram 6ix9ine cree que los artistas usaron seis tarjetas de crédito para comprar 30,000 copias de "Stuck With U". Grande y Bieber negaron las acusaciones con Grande afirmando en su publicación de Instagram: "NUESTROS fanáticos compraron esta canción (no más de cuatro copias cada uno, COMO EN ESTÁN LAS REGLAS). Son montadas estas cosas y le agradezco a Dios todos los días que los tengo en mi vida". Bieber abordaría las afirmaciones de 6ix9ine de que sus transmisiones no contaron, afirmando que "él (6ix9ine) está contando sus transmisiones globales y este es un gráfico nacional, por lo que solo cuentan las transmisiones nacionales". También agregó que la revelación de último minuto de 60,000 unidades fue el resultado de la estrategia de su equipo de mantener los números en silencio hasta el final de la semana, y señaló que "usar seis tarjetas de crédito para comprar 30K" es imposible al decir " las reglas son claras, una tarjeta de crédito puede comprar un máximo de 4 copias". Bieber también defendió a Grande diciendo que "esta es mi canción con Ariana Grande y me siento honrado de trabajar con ella para ayudar a recaudar dinero para una gran causa. Si vas a decir su nombre, asegúrate de decir el mío porque es nuestra canción".
6ix9ine hizo un video posterior dirigiéndose a Grande, en el que dijo que no la atacaba a nivel personal sino a Billboard, a pesar de sus declaraciones anteriores especulaban contra Grande y Bieber. 
Billboard emitió un comunicado el 18 de mayo de 2020, el mismo día en que 6ix9ine hizo las acusaciones, para explicar los resultados. Billboard declaró que el reclamo de "seis tarjetas de crédito" de 6ix9ine era inexacto, ya que las compras al por mayor se reconocen y se eliminan del total de ventas finales. También declararon que el pronóstico Hot 100 al que hizo referencia en una publicación anterior de Instagram antes del lanzamiento de la revelación de la tabla de esa semana no fue creado por ellos y que no distribuyen ninguna de sus clasificaciones a las etiquetas, la gerencia o el artista. Sobre la discrepancia entre el recuento de reproducción visible de YouTube para "Gooba", más de 180 millones, y el número de transmisiones Billboard contados para la canción, 55.3 millones, explican que "los recuentos de un video en su página de YouTube son para obras globales, y en ausencia de cualquier otro filtro de auditoría, Billboard cuenta solo las obras en los Estados Unidos para sus listas".

## Video musical
El video musical adjunto se lanzó el 8 de mayo de 2020, junto con el lanzamiento oficial de la canción. Consiste en clips enviados por jóvenes fanáticos que habrían asistido al baile de graduación en 2020 pero no pueden hacerlo debido a la pandemia de COVID-19, así como personas que están en cuarentena en el interior de su casa pasando tiempo con sus seres queridos. El video fue dirigido por Rory Kramer, Alfredo Flores, Grande, Bieber y Braun. También presenta videos de celebridades como Kendall y Kylie Jenner, Demi Lovato, 2 Chainz, Stephen y Ayesha Curry, Gwyneth Paltrow, Elizabeth Gillies, Chance the Rapper, Kate Hudson, Lil Dicky, Sheel Mohnot, Michael Bublé, Jaden Smith, Ashton Kutcher y Mila Kunis, así como Bieber con su esposa Hailey Baldwin. Grande usó el video para revelar su nueva relación. Fue vista abrazando a un hombre hacia el final del video, y un par de segundos después se reveló que el hombre era Dalton Gómez, un agente de bienes raíces.
Bieber también publicó un video lírico con una animación de la casa dibujada en la portada. El video fue creado por Katia Temkin y la obra de arte de la casa fue realizada por Liana Finck. Un fan-Prom escenas de vídeo que muestra prom escenas de películas fue subido por Bieber en su canal de YouTube el 9 de mayo. El 11 de mayo, subió una Edición del Día de la Madre del video musical.

## Créditos y personal
Créditos adaptados de Tidal.
- Ariana Grande – voz, producción vocal, ingeniería
- Justin Bieber – voz
- Gian Stone – producción, programación, ingeniería, guitarra, teclados, percusión
- Nick M. Kobe
- Freddy Wexler – producción adicional, ingeniería, percusión, programación
- Bianca Atterberry – coros
- Kurt Thum – órgano
- Josh Gudwin – ingeniería, mezcla, producción vocal
- Elijah Marrett-Hitch – asistente de mezcla
- Billy Hickey – ingeniería
- Devin Nakao – ingeniería
- Jason Evigan – ingeniería
- Lionel Crasta – ingeniería
- Rafael Fadul – ingeniería
- Randy Merrill – masterización

## Posicionamiento en listas
| Lista (2020)                                | Mejor posición |
| ------------------------------------------- | -------------- |
| Australia (ARIA)                            | 3              |
| Austria (Ö3 Austria Top 40)                 | 8              |
| Bélgica (Flandes) (Ultratop 50)             | 21             |
| Bélgica (Valonia) (Ultratip Bubbling Under) | 20             |
| Canadá (Canadian Hot 100)                   | 1              |
| República Checa (Rádio Top 100)             | 6              |
| Dinamarca (Tracklisten)                     | 5              |
| Finlandia (Suomen virallinen lista)         | 12             |
| Francia (SNEP)                              | 29             |
| Alemania (Media Control AG)                 | 19             |
| Grecia (IFPI)                               | 12             |
| Indonesia (Top 30 Singles Digital)          | 10             |
| Italia (FIMI)                               | 23             |
| Japón Hot 100 (Billboard)                   | 83             |
| Lituania (AGATA)                            | 5              |
| Malasia (Top 30 Singles Digital)            | 17             |
| Países Bajos (Dutch Top 40)                 | 15             |
| Países Bajos (Mega Single Top 100)          | 3              |
| Nueva Zelanda (RMNZ)                        | 1              |
| Noruega (VG-lista)                          | 4              |
| Escocia (Scottish Singles Sales Chart)      | 2              |
| Singapur (RIAS)                             | 2              |
| España (PROMUSICAE)                         | 34             |
| Suecia (Sverigetopplistan)                  | 8              |
| Suiza (Schweizer Hitparade)                 | 7              |
| Reino Unido (UK Singles Chart)              | 4              |
| Estados Unidos (Billboard Hot 100)          | 1              |
| Estados Unidos (Adult Top 40)               | 13             |
| Estados Unidos (Mainstream Top 40)          | 14             |
| Estados Unidos (Rhythmic)                   | 26             |
| Estados Unidos Rolling Stone Top 100        |                |

## Historial de lanzamiento
| Región         | Fecha              | Formato                     | Discográfica                                       | Ref.   |
| -------------- | ------------------ | --------------------------- | -------------------------------------------------- | ------ |
| Varios         | 8 de mayo de 2020  | Descarga digital, Streaming | Def Jam Recordings, Republic Records, RBMG Records |        |
| Australia      | 8 de mayo de 2020  | Contemporary hit radio      | Universal Music Group                              | [ 34 ] |
| Reino Unido    | 8 de mayo de 2020  | Contemporary hit radio      | Universal Music Group                              | [ 35 ] |
| Estados Unidos | 12 de mayo de 2020 | Adult contemporary          | Def Jam Recordings, Republic Records               | [ 36 ] |
| Estados Unidos | 12 de mayo de 2020 | Contemporary hit radio      | Def Jam Recordings, Republic Records               | [ 37 ] |
| Estados Unidos | 12 de mayo de 2020 | Rhythmic contemporary       | Def Jam Recordings, Republic Records               | [ 38 ] |